# Jean-Claude Valla
Jean-Claude Valla, född 16 maj 1944 i Roanne, död 25 februari 2010 i Arthez-d'Asson, var en fransk författare och anhängare av nya högern. Han har varit redaktör på Figaro Magazine och gett ut flera böcker om historia.